# Combate con huevos

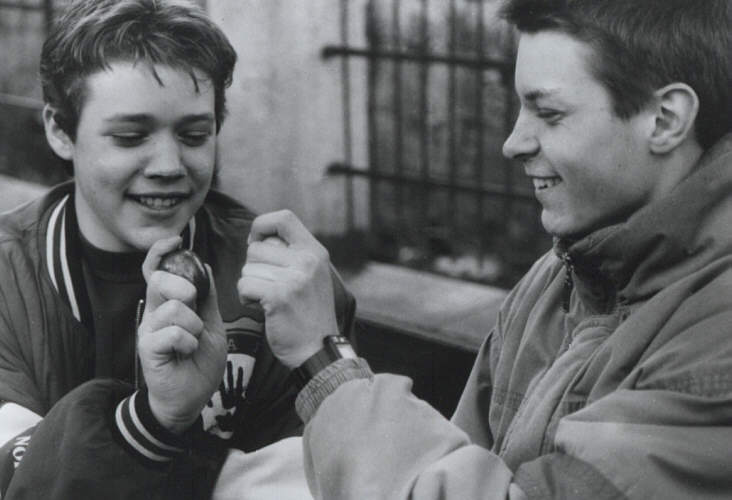
Dos niños combaten con huevos.

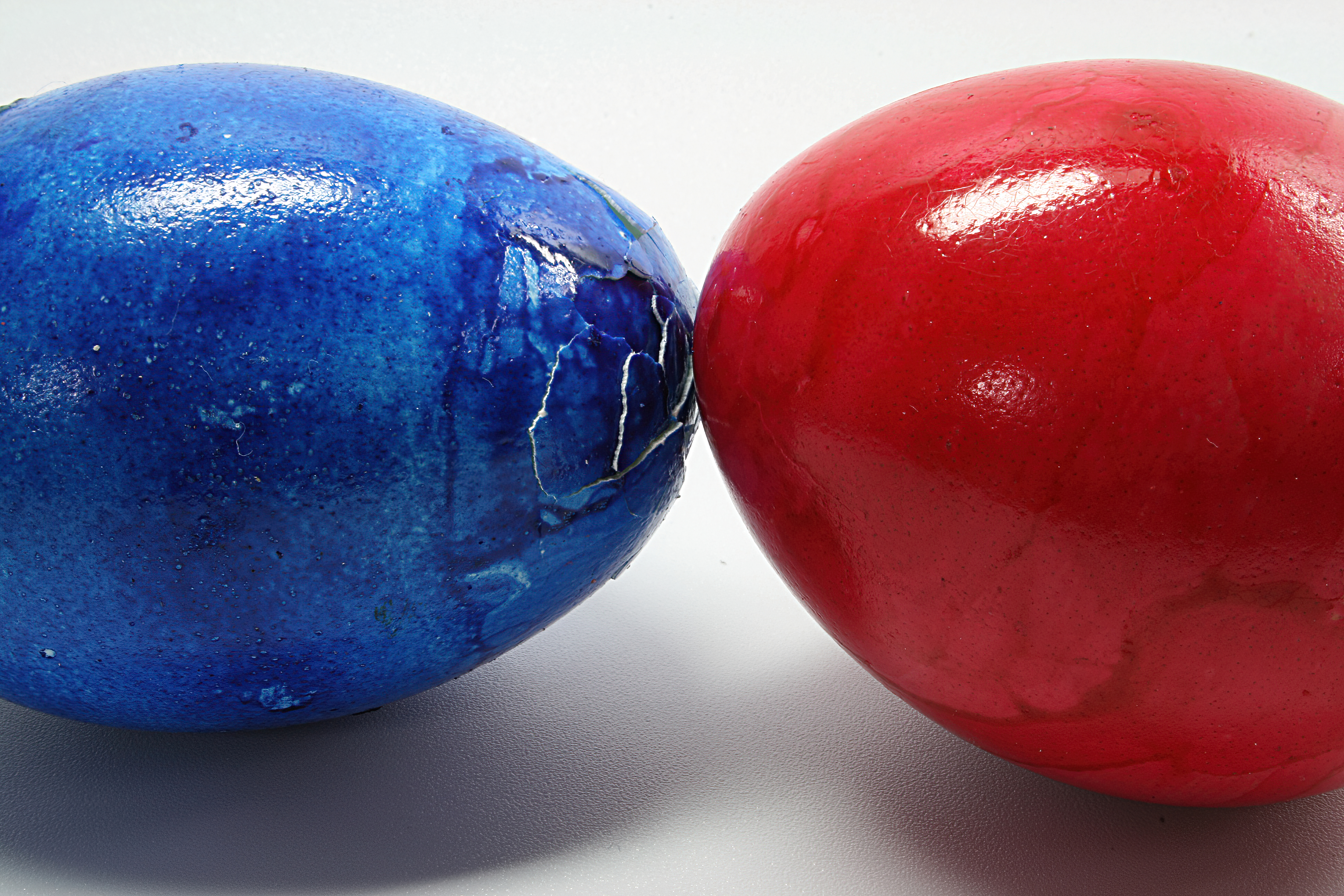
Gana el rojo.

El combate con huevos (en inglés: egg tapping)
es un juego tradicional de Pascuas.
La regla del juego es simple. Se sostiene un huevo duro y se golpea con el mismo el huevo del otro participante con la intención de romper el huevo del contrincante sin que se rompa el propio. Tal como en otros juegos, el mismo se presta a trampas, y existen registros en este sentido que reportan el uso de huevos con núcleos de cemento, alabastro y hasta de mármol.

## Historia
El huevo es un símbolo de renacimiento, adoptado por los primeros cristianos como símbolo de la resurrección de Jesús en Pascua.
Durante el Medioevo, el combate de huevos se practicó en Europa. Por ejemplo, se indica que en el siglo XIV en Zagreb el juego formaba una parte importante de las actividades durante el festejo de la Pascua. Un estudio cita una referencia en Polonia sobre este juego que se remonta a comienzos del siglo XV.
En América del Norte, referencias al combate con huevos fueron realizadas por Thomas Anbury, un prisionero de guerra inglés en Frederick Town, Maryland, en 1781 durante la Guerra de Independencia de los Estados Unidos. La costumbre local era teñir los huevos con Logwood o Bloodwood para darles un color rojo, lo cual según menciona Anbury les otorgaba "mayor dureza".
A mediados del siglo XX, The Baltimore Sun, un periódico de Baltimore, dedicó una columna editorial para discutir los códigos, rituales y técnicas del juego.

## Competición
En Inglaterra, el juego se juega entre dos competidores, quienes golpean el extremo más aguzado de su huevo contra el huevo del contrincante hasta que uno de los dos huevos se rompe; el ganador general es aquel cuyo huevo consigue romper el mayor número de huevos contrincantes. Desde 1983 se realiza el campeonato mundial de combate con huevo cada domingo de Pascuas en el Peterlee Cricket and Social Club en County Durham, Inglaterra.
En Louisiana, el combate con huevos es una competencia que se toma muy en serio. Marksville sostiene que fue la primera ciudad que organizó el primer evento oficial en 1956. En el pasado algunos han hecho trampa utilizando huevos de gallina de guinea, los cuales son más pequeños y tienen cascarones más duros. En la actualidad el combate con huevos de guinea se ha establecido como una categoría separada. La preparación para esta competencia es motivo de un trabajo sistemático. La gente ha aprendido a reconocer aquellas razas de gallinas que ponen huevos más resistentes y en que época. Se debe alimentar a las gallinas con alimento rico en calcio y deben realizar mucho ejercicio. Los huevos deben ser hervidos en forma apropiada. Algunas reglas son muy conocidas, como por ejemplo que los huevos se deben hervir con la punta de combate para abajo, de forma tal que el aire dentro del cascarón permanece en el extremo opuesto al cual se usará para golpear. Otra regla establece que el campeón debe romper y comerse su huevo, para demostrar que los mismos son auténticos.

## En otras culturas e idiomas
En Assam, India, el juego es llamado Koni-juj (Koni = huevo; Juj = combate). Se realiza una competencia anual el día de Goru Bihu (día del ganado) de Rongali Bihu, que cae a mediados de abril y el día de Bhogali Bihu, en enero.
En Croacia, se utilizan tanto huevos pintados como sin pintar, siendo este un juego muy popular; se usa cada huevo hasta que la última persona con el huevo intacto es declarado ganador.